# グレン・キャトリー
グレン・キャトリー（Glenn Catley、1972年3月15日 - ）は、イギリスの男性プロボクサー。イングランド・サフォークサブバーリー出身。元WBC世界スーパーミドル級王者。Catman(カットマン)の愛称で親しまれた。敗戦は意外な所で取りこぼしが多く、中々勝ちきれなかった。2000年9月1日、5階級飛ばしての2階級制覇を目指していたディンガン・トベラとの対戦で残り時間僅かで劇的なダウンを奪われたことでよもやの大逆転負けを喫した試合が有名。

## 来歴
1993年5月27日、キャトリーはスーパーウェルター級でプロデビューを果たし4回判定勝ちを収め白星でデビューを飾った。
1993年9月13日、バリー・トログッドと対戦し4回判定勝ちを収めた。
1994年3月10日、マーク・チチョキと対戦し6回判定勝ちを収めた。
1994年3月23日、カルロ・コラルッソと対戦し初黒星となる5回1分45秒TKO負けを喫した。
1994年11月22日、カークランド・ライングと対戦し5回TKO勝ちを収めた。
1995年2月18日、リー・ブルンデルと対戦し6回TKO勝ちを収めた。
1995年7月28日、ケビン・アダムソンと対戦し初回2分KO勝ちを収めた。
1995年9月2日、クイントン・ペインターと対戦し初回TKO勝ちを収めた。
1996年4月26日、リー・クロッカーと対戦し2回TKO勝ちを収めた。
1997年1月21日、WBCインターナショナルミドル級王者ジョージ・ボッコと対戦し4回TKO勝ちを収め王座獲得に成功した。
1997年6月5日、アンドラス・ガルフィーと対戦し7回2分49秒TKO負けを喫し初防衛に失敗し王座から陥落した。
1998年1月17日、BBBofC英国ミドル級王者ネヴィル・ブラウンと対戦し8回終了時棄権によるTKO勝ちを収め王座獲得に成功した。
1998年9月5日、WBC世界スーパーミドル級王者リッチー・ウッドホールと対戦し12回0-2(114-114、113-116、113-115)の判定負けを喫し王座獲得に失敗した。
1998年10月24日、WBOインターコンチネンタルスーパーミドル級王者アンドラス・ガルフィーと1年4ヶ月ぶりに対戦し12回3-0(120-110、119-110、118-112)の判定勝ちを収め王座獲得に成功した。
1998年12月5日、IBFインターコンチネンタルスーパーミドル級王者アンディー・フルーテと対戦し5回終了時棄権によるTKO勝ちを収め王座獲得に成功した。
1999年12月10日、後のWBC世界スーパーミドル級王者エリック・ルーカスと対戦し最終12回2分5秒TKO勝ちを収めWBC世界スーパーミドル級王者マルクス・バイエルの指名挑戦権を獲得した。
2000年5月6日、WBC世界スーパーミドル級王者マルクス・バイエルと対戦し最終12回53秒TKO勝ちを収め王座獲得に成功した。
2000年9月1日、ハウテン州ブラックパンのカーニバル・シティで元WBAとWBO世界ライト級王者ディンガン・トベラと対戦。試合前の前評判はキャトリーの圧倒的有利で限界説が流れていたトベラは試合決定から非難の集中放火を浴び、「高度なテクニシャンのバイエルを止めた強打はタフなトベラは耐えられずストップかKOされる」や、「南アフリカのボクシング史上最悪にして最低なミスマッチ」とプロモーターのロドニー・バーマン(トベラが所属したゴールデン・グローブス・プロモーションズのCEO)がキャトリー招聘の為にトベラの無謀な挑戦に金を積んで成立させた馬鹿げた試合の声が上がり、トベラが初めて世界王座を獲得したライト級からスーパーミドル級への5階級（スーパーライト級、ウェルター級、スーパーウェルター級、ミドル級）飛ばしての2階級制覇挑戦事態が無謀との意見が半分を占めた。試合は予想通りキャトリーが有利に進め11回終了時の判定は2-0(108-100、105-103、104-104)とリードしていたが最終12回残り時間僅かな所でキャトリーの右ロングフックでダウンを奪われそのままカウンテッドアウトで試合終了。最終12回2分53秒KO負けを喫し初防衛に失敗し王座から陥落した。この勝利でトベラが無謀と言われた5階級飛ばしての2階級制覇の偉業を達成した。なお起き上がっていたらキャトリーが逃げ切る所だった。
2001年7月10日、モントリオールのモルソン・センターでデーブ・ヒルトン・ジュニアが児童性的虐待で逮捕・収監されたことに伴い空位となった、WBC世界スーパーライト級王座決定戦でエリック・ルーカスと約2年ぶりに対戦し7回2分KO負けを喫し10ヶ月ぶりの王座返り咲きに失敗した。
2002年3月9日、EBUヨーロッパスーパーミドル級王者ダニーロ・ハウッセールと対戦し12回2-0(2者が111-114、113-113)の判定負けを喫し王座獲得に失敗した。
2003年2月1日、EBUヨーロッパスーパーミドル級王者ダニーロ・ハウッセールと11ヶ月ぶりに対戦し5回0-3(44-49、45-48、46-48)の負傷判定負けを喫し王座獲得に失敗した。この試合後1度目の引退を表明した。
2006年11月3日、3年9ヶ月ぶりの復帰戦。フセイン・オスマンと対戦し3回1分10秒TKO勝ちを収めた。
2007年2月24日、セルゲイ・クハルチェンコと対戦し5回2分35秒TKO勝ちを収めた試合を最後に現役を引退した。

## 獲得タイトル
- WBCインターナショナルミドル級王座
- BBBofC英国ミドル級王座
- WBOインターコンチネンタルスーパーミドル級王座
- IBFインターコンチネンタルスーパーミドル級王座
- 第10代WBC世界スーパーミドル級王座（防衛0）